# Đạo đức tình dục
Đạo đức tình dục là các vấn đề đạo đức liên quan đến các khía cạnh tình dục ở con người, bao gồm hoạt động tình dục ở người. Nói rộng ra, đạo đức tình dục liên quan đến cộng đồng và các quyết định đạo đức về cư xử của các quan hệ nhân sinh. Điều này bao gồm các vấn đề của sự đồng ý, các quan hệ tình dục trước hôn nhân hoặc trong khi kết hôn (như tình dục trước hôn nhân và tình dục không hôn nhân), các câu hỏi về cách giới tính và quyền năng được thể hiện thông qua hành vi tình dục, cách các cá nhân liên quan đến xã hội, và cách hành vi cá nhân tác động đến các vấn đề liên quan sức khỏe cộng đồng.
Các tình trạng đạo đức khó xử liên quan đến tình dục có thể thường xuyên xảy ra khi một sự khác biệt quyền năng lớn hoặc nơi có mối quan hệ nghề nghiệp tồn tại từ trước giữa những người liên quan, khi có một sự khác biệt tuổi tác, hoặc khi sự đồng ý không hoàn toàn hoặc không chắc chắn. Đạo đức tình dục cũng có thể bao gồm đạo đức sinh đẻ.

## Tán tỉnh
Tán tỉnh là một sự thể hiện hành vi tình dục ở con người và là một dạng phổ biến của tương tác xã hội theo đó một người gián tiếp cho thấy một tình yêu lãng mạn và/hoặc sự quan tâm tình dục ở con người với người khác. Tuy nhiên, tán tỉnh chỉ để mang tính giải trí, và không có khuynh hướng phát triển thành mối quan hệ xa hơn, và đôi khi hành vi tán tỉnh đối mặt với sự cự tuyệt của người khác; hay vì nó có thể bị hiểu lầm nguy hiểm hơn, hoặc có thể xem là "lừa dối" nếu người tán tỉnh đang có quan hệ yêu thương với người khác.

## Tôn giáo
Nhiều văn hóa xem đạo đức được đan xen với niềm tin tôn giáo. Một số đạo luật có thể được cân nhắc vấn đề đạo đức hoặc vô đạo đức từ lập trường tôn giáo:
- Kiểm soát sinh sản
- Thủ dâm
- Các dạng lệch lạc tình dục